# Enrico Di Giuseppantonio
Enrico Clemente Di Giuseppantonio (Fossacesia, 23 novembre 1958) è un politico italiano, ex presidente della provincia di Chieti, Sindaco di Fossacesia.

## Biografia
Esponente dell'UdC, nel 1999 si propone come sindaco di Fossacesia, e viene eletto con oltre il 64% dei voti. Nel 2004 il mandato è riconfermato con il 70% dei voti.
Nel 2009, al termine del suo mandato da sindaco di Fossacesia, viene eletto presidente della provincia di Chieti al primo turno, raccogliendo il 55,7% dei voti in rappresentanza di una coalizione di centrodestra. A Fossacesia, il suo pupillo, il vicesindaco delle giunte Di Giuseppantonio Raffaele Di Nardo si candida come suo successore alla carica di sindaco con la lista civica Approdo per il futuro (la stessa che portò Di Giuseppantonio alla vittoria nel 1999 e nel 2004) ma si ferma al 46,5% venendo battuto al fotofinish dal candidato del centrosinistra Fausto Tommaso Stante con il 48%. È giornalista pubblicista.
Era sostenuto, in consiglio provinciale, da una maggioranza costituita da PdL, UdC, Alleanza per Di Giuseppantonio, Theatina per la Libertà, MpA e Costituente di Centro.
Il mandato amministrativo è terminato nel 2014. Nello stesso anno si ricandida per un terzo mandato come sindaco di Fossacesia e, il 25 maggio, viene rieletto col 64,51% dei voti alla testa della lista civica Per Fossacesia.